# Valea Mare de Criș (okręg Bihor)
Valea Mare de Criș – wieś w Rumunii, w okręgu Bihor, w gminie Borod. W 2011 roku liczyła 484
mieszkańców.